# Ministère de la Jeunesse et du Sport (Venezuela)
Pour les articles homonymes, voir Ministère du Sport.
Le ministère de la Jeunesse et du Sport (Ministerio del Poder Popular para la Juventud y el Deporte, en espagnol, littéralement, « ministère du Pouvoir populaire pour la Jeunesse et le Sport ») est un ministère du gouvernement du Venezuela, créé en 2014. 

## Liste des ministres de la Jeunesse et du Sport
| Image | Nom              | Parti | Début            | Fin                           |
| ----- | ---------------- | ----- | ---------------- | ----------------------------- |
|       | Mervin Maldonado |       | 4 septembre 2020 | 2024                          |
|       | Pedro Infante    |       | 7 juin 2017      | 4 septembre 2020 ?            |
|       | Mervin Maldonado |       | 6 janvier 2016   | 7 juin 2017 ou 6 juillet 2017 |
|       | Pedro Infante    |       | 28 avril 2015    | 2016                          |
|       | Antonio Álvarez  |       | 2 septembre 2014 | 2015                          |